# 소련령 중앙아시아

1989년 소련령 중앙아시아의 지도

중앙아시아의 지도로서, 여러 가지 분류에 따른 경계가 표시되어 있다.

소련령 중앙아시아는 소련의 중앙아시아 지역으로, 1918년부터 1991년까지 소련의 지배를 받았으며, 러시아 제국 시대의 러시아령 튀르키스탄과 비슷한 뜻으로도 사용되고 있다. 우즈베크 소비에트 사회주의 공화국, 카자흐 소비에트 사회주의 공화국, 키르기스 소비에트 사회주의 공화국, 타지크 소비에트 사회주의 공화국, 투르크멘 소비에트 사회주의 공화국 등이 속해 있었다.

#### 튀르키스탄 자치 소비에트 사회주의 공화국

1922년 소련령 중앙아시아의 지도-튀르키스탄 자치 소비에트 사회주의 공화국과 키르키즈 자치 소비에트 사회주의 공화국이 표시되어 있다.

#### 부하라 인민 소비에트 공화국

부하라 인민 소비에트 공화국 기

#### 우즈베크 소비에트 사회주의 공화국

우즈베크 소비에트 사회주의 공화국의 기

### 금속 산업

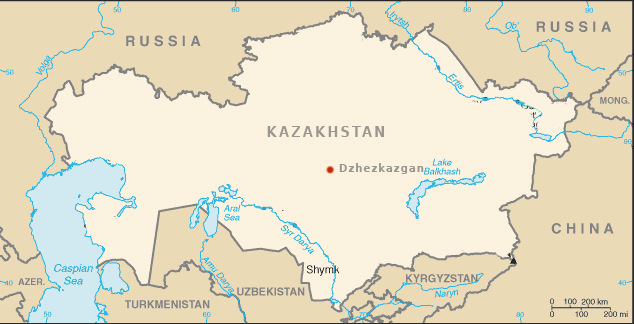
카자흐스탄의 제즈카즈간의 위치

## 행정 구역

### 초기 행정 구역

#### 호레즘 소비에트 사회주의 공화국

호레즘 소비에트 인민 공화국의 기

호레즘 소비에트 인민 공화국은 히바 한국 이후에 등장하였고, 1920년 2월 생겨나, 1920년 4월 26년 공식적으로 건국을 선포했다. 1923년 10월 20일 호레즘 소비에트 사회주의 공화국으로 바뀌었다. 호레즘 소비에트 사회주의 공화국은 1925년 2월 17일까지 존속했고 우즈베크 소비에트 사회주의 공화국, 투르크멘 소비에트 사회주의 공화국, 카라칼파크 자치주로 민족별 구성에 따라 분리되었다.

#### 키르기스 자치주
카라키르기스 자치주는 1924년 10월 14일 투르키스탄 소비에트 사회주의 자치 공화국의 카자흐와 키르기스 지역을 분리하여 형성되었다. 1925년 5월 15일 키르기스 자치주로 재명명되었으며 1926년 2월 11일 키르기스 자치 소비에트 사회주의 공화국으로 승격되었다. 1936년 12월 5일에는 키르기스 소비에트 사회주의 공화국으로서, 소비에트 연방을 구성하는 한 공화국이 되었다.

#### 카라칼파크 자치주
카라칼팍 자치주는 1925년 2월 19일 수립되었고 투르키스탄 자치 사회주의 소비에트 공화국과 호레즘 소비에트 사회주의 공화국으로부터 카라칼팍 지역을 분리시켰다.
카라칼팍 자치주는 러시아 소비에트 연방 사회주의 공화국에 1930년 7월 20일부터 1932년 3월 20일까지 속해 있다가 1932년 3월 20일 카라칼팍 소비에트 사회주의 자치 공화국으로 승격, 1936년 12월 5일에 우즈베크 소비에트 사회주의 공화국에 이관되었다.

#### 카자흐 자치 소비에트 사회주의 공화국
카자흐 자치 소비에트 사회주의 공화국은 소비에트 연방의 한 자치공화국으로서 1936년 12월 5일에 카자흐 소비에트 사회주의 공화국으로 승격되었다. 원래 이름은 키르키스 소비에트 사회주의 자치 공화국이었는데, 1920년 8월 26일 수립되었고 러시아 소비에트 연방 사회주의 공화국의 일부였다. 1925년 카자흐 소비에트 사회주의 자치 공화국으로 개칭되었고 1929년 알마아타를 카자흐 소비에트 사회주의 자치 공화국의 수도로 새로이 선정하였다.

### 소비에트 공화국들

#### 카자흐 소비에트 사회주의 공화국

카자흐 소비에트 사회주의 공화국의 기

카자흐 소비에트 사회주의 공화국은 1936년 12월 5일 수립되었고, 과거에는 키르기스 소비에트 사회주의 자치 공화국이라고 불리던 지역이었다.1925년 4월 15일에서 19일 사이에 이 지역은 카자흐 소비에트 사회주의 자치 공화국이라는 이름으로 개칭되었으며, 1936년 12월 5일 소비에트 연방의 한 공화국으로 승격되었다. 1950년대에서 60년대 사이에 많은 소련 시민들은 니키타 흐루쇼프가 제안한 버진 랜드에 이주할 것을 촉구받기도 했다. 대부분은 러시아인들과 우크라이나인들로 구성되어 있었으며 일부 소수민족-예를 들면 볼가 독일인과 체첸인들도 이주해왔고 결국 이들이 원주민인 카자흐인들보다 수가 많아지는 괴이한 민족혼합이 이루어졌다.
1924년에 중앙아시아의 여러 정치적 구역들은 블라디미르 레닌의 인민 위원회와 이오시프스탈린에 의하여 민족 집단이 구분되어 설정되었다. 투르크멘 소비에트 사회주의 자치 공화국과 부하라 소비에트 인민 공화국, 호레즘 소비에트 인민 공화국은 폐지되었고 그 구역은 다섯개의 새로운 소비에트 공화국으로 재편성되었고 그 중 하나는 우즈베크 소비에트 사회주의 자치 공화국의 영토가 되었다. 그 다음해 우즈베크 소비에트 사회주의 자치 공화국은 공식적으로 소비에트 연방의 한 공화국인 우즈베크 소비에트 사회주의 공화국으로 승격되었다.
알마아타 (현재의 알마티)는 카자흐 소비에트 사회주의 공화국에서 가장 큰 도시이자 수도였고, 2005년 통계에 따르면 1,226,000명의 사람들이 거주하고 있다. 2003년 민족구성은 카자흐인이 43.6%, 러시아인이 40.2%, 위구르인이 5.7%, 타타르인이 2.1%, 한국인이 1.8%, 우크라이나인이 1.7%, 독일인이 0.7%였다.

#### 키르기스 소비에트 사회주의 공화국

키르기스 소비에트 사회주의 공화국의 기

#### 타지크 소비에트 사회주의 공화국

타지크 소비에트 사회주의 공화국의 기

#### 투르크멘 소비에트 사회주의 공화국

투르크멘 공화국의 기

투르크멘 소비에트 사회주의 공화국은 소비에트 연방의 15개 공화국 중 하나로서, 1921년 8월 7일 투르키스탄 자치 소비에트 사회주의 공화국의 투르크멘 주로 창설되었다. 1925년 5월 13일 투르크멘 소비에트 사회주의 공화국로 승격되었고 소비에트 연방을 구성하는 하나의 공화국이 되었다. 현재는 독립국인 투르크메니스탄이다.
투르크멘 소비에트 사회주의 공화국 공산당은 투르크멘 소비에트 사회주의 공화국의 집권당이었으며, 소련 공산당의 일부이기도 했다. 1985년부터는 사파르무라트 니야조프가 당 서기를 지냈으며 공산당을 투르크메니스탄 민주당으로 개칭하였다. 현재의 투르크메니스탄 민주당은 더 이상 공산주의 성격을 띈 정당이 아니며 현재 투르크메니스탄에서는 공산당은 불법이다.
아시가바트는 2001년 인구조사 결과 695,300 정도의 인구가 거주하는 것으로 추산되었으며, 대부분 투르크멘 인이 거주하고 소수민족으로는 러시아인, 아르메니아인, 아제르바이잔인등이 거주하고 있다. 아시가바트는 이란의 마샤드 시로부터 920 km 떨어져 있다. 주요한 산업으로는 금속관련 산업과 섬유산업이 발달해 있다.

## 산업

### 면화농사와 아랄해
소비에트 연방은 중앙아시아를 대규모 목화 개발지로 이용하려는 개발 계획으로 우즈베크에서 대규모로 목화재배를 하기로 결정하고, 이를 위해서 아무다라야 강의 수원을 끌어다 썼다. 그로 인하여 원래 매우 큰 담수호였던 아랄해로 흘러들던 아무다라야 강의 물이 새로이 개간한 목화재배단지로 가게 되었고 이는 아랄 해가 말라붙게 만들었다.

### 바이코누르 우주 기지
바이코누르 우주 기지는 1955년 6월 2일 카자흐 소비에트 사회주의 공화국에 냉전 당시 장거리 핵미사일 기지로 건설되었으나 후일에 우주기지로 변경되었다.
2005년 6월 8일, 러시아와 카자흐스탄은 2050년까지 러시아가 우주 기지를 임대한다는 연장 계약서에 서명하였다.

## 같이 보기
- 러시아 제국령 중앙아시아
- 중앙아시아